# Episodi di Beavis and Butt-head (settima stagione)
La settima stagione della serie televisiva Beavis and Butt-head, composta da 41 episodi, è stata trasmessa negli Stati Uniti, da MTV, dal 26 gennaio al 28 novembre 1997. In questa stagione gli episodi non hanno nuovi video musicali commentati da Beavis e Butt-head, ma un solo video musicale riusato dalle stagioni 4/5/6. La durata media degli episodi passa dagli 11 minuti delle stagioni precedenti ai 7 minuti. Gli episodi vengono trasmessi tre alla volta, invece che due alla volta come nelle precedenti stagioni.
In Italia è stata trasmessa in prima visione durante il 1999 su MTV. Il doppiaggio italiano è stato eseguito da Faso e Elio rispettivamente nei ruoli di Beavis e Butt-head. L'ordine di tramissione italiano differisce da quello americano. Gli episodi "Evolution Sucks", "Just For Girls", "A Very Special Episode", "A Great Day", "Work is Death", "Breakdown" e "Do Thanksgiving" sono inediti in Italia.
| nº | Titolo originale                     | Titolo italiano                | Prima TV USA     | Prima TV Ita          |
| -- | ------------------------------------ | ------------------------------ | ---------------- | --------------------- |
| 1  | Butt, Butt, Hike                     | La partita                     | 26 gennaio 1997  | ?                     |
| 2  | Vaya Con Cornholio                   | Hasta Luego Cornolio           | 26 gennaio 1997  | 2 novembre 1999       |
| 3  | Evolution Sucks                      |                                | 31 gennaio 1997  | Probabilmente inedito |
| 4  | Ding-Dong-Ditch                      | Din don e scappa               | 31 gennaio 1997  | ?                     |
| 5  | Just for Girls                       |                                | 31 gennaio 1997  | Probabilmente inedito |
| 6  | A Very Special Episode               |                                | 7 febbraio 1997  | Probabilmente inedito |
| 7  | Dumbasses Anonymous                  | Coglionisti anonimi            | 7 febbraio 1997  | ?                     |
| 8  | Underwear                            | Indumenti intimi               | 14 febbraio 1997 | ?                     |
| 9  | Head Lice                            | I pidocchi                     | 14 febbraio 1997 | 2 novembre 1999       |
| 10 | Cyber-Butt                           | Cyber                          | 21 febbraio 1997 | ?                     |
| 11 | Nose Bleed                           | Sangue dal naso                | 21 febbraio 1997 | 2 novembre 1999       |
| 12 | Citizens Arrest                      | I cittadini dell'ordine        | 28 febbraio 1997 | ?                     |
| 13 | Pierced                              | Piercing                       | 28 febbraio 1997 | ?                     |
| 14 | A Great Day                          |                                | 7 marzo 1997     | Probabilmente inedito |
| 15 | On Strike                            | Sciopero                       | 7 marzo 1997     | ?                     |
| 16 | Follow Me                            | Seguimi                        | 14 marzo 1997    | ?                     |
| 17 | Nothing Happening                    | Non succede mai nulla          | 14 marzo 1997    | 14 agosto 2025        |
| 18 | Take a Lap                           | In forma                       | 28 marzo 1997    | ?                     |
| 19 | Shortcuts                            | La scorciatoia                 | 28 marzo 1997    | ?                     |
| 20 | Bride of Butt-head                   | La moglie di Butthead          | 18 luglio 1997   | ?                     |
| 21 | Special Delivery                     | Consegne a domicilio           | 18 luglio 1997   | ?                     |
| 22 | Woodshop                             | Fai da te                      | 25 luglio 1997   | ?                     |
| 23 | T.V. Violence                        | La TV violenta                 | 25 luglio 1997   | ?                     |
| 24 | Canned                               | La lattina                     | 1º agosto 1997   | ?                     |
| 25 | Garage Band                          | Il gruppo rock                 | 1º agosto 1997   | ?                     |
| 26 | Impotence                            | Impotenza                      | 8 agosto 1997    | ?                     |
| 27 | The Miracle That Is Beavis           | Un miracolo chiamato Beavis    | 8 agosto 1997    | ?                     |
| 28 | Shopping Cart                        | Il carrello della spesa        | 15 agosto 1997   | ?                     |
| 29 | Inventors                            | L'invenzione                   | 15 agosto 1997   | ?                     |
| 30 | Die Fly, Die!                        | Muori mosca, muori!            | 22 agosto 1997   | ?                     |
| 31 | Drinking Butt-ies                    | Seguendo Todd                  | 22 agosto 1997   | ?                     |
| 32 | Work Is Death                        |                                | 4 novembre 1997  | Probabilmente inedito |
| 33 | Breakdown                            |                                | 4 novembre 1997  | Probabilmente inedito |
| 34 | Graduation Day                       | Il giorno del diploma          | 18 novembre 1997 | ?                     |
| 35 | The Future of Beavis and Butt-head   | Il futuro di Beavis & Butthead | 18 novembre 1997 | ?                     |
| 36 | Speech Therapy                       | Terapia del linguaggio         | 18 novembre 1997 | ?                     |
| 37 | Leave it to Beavis                   | Lascia fare a Beavis           | 18 novembre 1997 | ?                     |
| 38 | Butt Flambe                          | Flambé                         | 25 novembre 1997 | ?                     |
| 39 | Our Founding Losers                  | Il perdente ritrovato          | 25 novembre 1997 | ?                     |
| 40 | Beavis and Butt-head Do Thanksgiving |                                | 27 novembre 1997 | Probabilmente inedito |
| 41 | Beavis and Butt-head Are Dead        | Beavis & Butthead sono morti   | 28 novembre 1997 | ?                     |

## La partita
Il duo si ritroverà suo malgrado a partecipare ad una partita di football americano.
Questo episodio è andato in onda per la prima volta durante il Super Bowl XXXI halftime show.

### Video musicale
- PJ Harvey – "Down by the Water"
- Dog Eat Dog – "No Fronts" e The Bubblemen – "The Bubblemen Are Coming" (versione italiana)

## Hasta Luego Cornolio
Beavis si trasforma in Cornholio dopo aver bevuto tutta la fornitura del Burger World della loro bevanda con caffeina "Volt Cola" (parodia di Jolt Cola), viene poi scambiato per un immigrato clandestino e deportato in Messico.

### Video musicale
- Blues Traveler – "Run-Around"
- Danzig – "Cantspeak" (versione italiana)

## Evolution Sucks
Beavis e Butt-head sognano di essere uomini delle caverne.

### Video musicale
- Snoop Dogg – "Gin and Juice"

## Din don e scappa
Beavis e Butt-head, giocando a "din don e scappa", hanno difficoltà a suonare il campanello prima di aver bussato alla porta.

### Video musicale
- Hole – "Violet"
- Biohazard – "Tales From The Hard Side" (versione italiana)

## Just For Girls
Beavis e Butt-head riescono a partecipare a una lezione di educazione sessuale riservato solo alle ragazze. Ben presto si rendono conto che il soggetto non è così divertente come si aspettavano.

### Video musicale
- Rednex – "Cotton Eye Joe" o Tom Petty – "It's Good to be King"

## A Very Special Episode
In questo episodio molto speciale il duo, dopo le insistenze del signor Stevenson, padre di Stewart, si prenderà cura di un uccellino malaticcio.

### Video musicale
- Toadies – "Possum Kingdom"

## Coglionisti anonimi
Beavis e Butt-head vanno a un incontro di alcolisti anonimi, pensando di poter ricevere della birra, e finiscono per scatenare il caos tra i membri del gruppo.

### Video musicale
- Helium – "Pat's Trick" o Deconstruction – "L.A. Song"
- Deus – "Suds & Soda" (versione italiana)

## Indumenti intimi
Beavis e Butt-head vanno in un negozio di lingerie, e iniziano a toccare l'intimo femminile esposto alla vendita: in tal modo, quando le ragazze acquisteranno l'intimo da loro toccato, per il duo sarà come aver fatto sesso con quelle ragazze.

### Video musicale
- Madonna – "Secret"
- Godspeed – "Houston St." (versione italiana)

## I pidocchi
Beavis e Butt-head cercano un modo economico per liberarsi dai pidocchi.

### Video musicale
- Beastie Boys – "Sabotage"
- Coolio featuring J-Ro and Billy Boy – "I Remember" (versione italiana)

## Cyber
Beavis e Butt-head incitano Stewart ad usare il computer della scuola a scopi pornografici facendolo passare dalla parte del torto.

### Video musicale
- The Prodigy – "Poison"
- Babes in Toyland – "Ripe" (versione italiana)

## Sangue dal naso
Dopo una lite con Butt-head, Beavis perde sangue dal naso. I maldestri tentativi da parte di Butt-head di aiutarlo si rivelano vani.

### Video musicale
- Lordz of Brooklyn – "Saturday Night Fever" o Chick – "Malibu"
- Nessun video nella versione italiana

## I cittadini dell'ordine
Il duo provoca l'arresto di un cittadino dopo una rapina al Burger World, ma presto iniziano ad abusare della loro nuova posizione.

### Video musicale
- Tool – "Prison Sex"
- Nessun video nella versione italiana

## Piercing
Beavis e Butt-head decidono di farsi i buchi alle orecchie.

### Video musicale
- MC 900 Ft. Jesus – "If I Only Had a Brain"
- Alice in Chains – "I Stay Away" (versione italiana)

## A Great Day
Beavis e Butt-head trascorrono una grandiosa giornata quando vengono a sapere che non c'è scuola: trovano una rivista porno, e mentre la sfogliano camminando, assistono a svariati incidenti stradali, vedono due cani fare sesso, e trovano una pozza di sangue a terra: seguendo la scia di sangue arrivano all'abitazione di un uomo, che li paga affinché tengano la bocca chiusa. Con i soldi ricevuti, comprano i nachos al supermarket.

### Video musicale
- Elastica – "Connection"

## Sciopero
Beavis e Butt-head tentano di intraprendere uno sciopero sindacale rifiutandosi di lavorare durante il loro turno al Burger World.

### Video musicale
- Coolio – "Gangsta's Paradise"
- De La Soul – "Ego Trippin' (Part Two)" (versione italiana)

## Seguimi
Beavis decide di imitare Butt-head in tutto quello che fa e che dice.

### Video musicale
- Del Amitri – "Roll to Me"
- Nessun video nella versione italiana

## Non succede mai nulla
Quando la TV si spegne, Beavis e Butt-head si addormentano, completamente ignari di ciò che gli accade intorno.

### Video musicale
- Tom Jones – "If I Only Knew"

## In forma
Dopo aver visto una televendita, Beavis e Butt-head decidono di mettersi in forma.

### Video musicale
- Scatman John – "Scatman (Ski-Ba-Bop-Ba-Dop-Bop)"
- Entombed – "Wolverine Blues" (versione italiana)

## La scorciatoia
Dopo scuola, Beavis e Butt-head perdono il pullman, e cercano una scorciatoia per tornare prima a casa.

### Video musicale
- Rollins Band – "Disconnect"
- Crowbar – "Existence Is Punishment" (versione italiana)

## La moglie di Butthead
Butt-head cerca una moglie russa tramite una rivista, ma finisce per restare a secco quando vede Todd fare sesso con lei.

### Video musicali
- Pantera – "This Love" e The Murmurs – "You Suck"
- Helmet – "Wilma's Rainbow" e Yanni – "Reflections of Passion" (versione italiana)

## Consegne a domicilio
Il Burger World ha l'occasione di avviare un nuovo servizio di consegna a domicilio, ma Beavis e Butt-head non sono all'altezza del compito.

### Video musicale
- The Rolling Stones – "Love Is Strong" o U2 – "Numb"
- Nessun video nella versione italiana

## Fai da te
Una sega dà ai due l'idea di distruggere i beni del docente durante una lezione di falegnameria, e Beavis finisce con un dito mozzato.

### Video musicale
- Sugartooth – "Sold My Fortune" o Pizzicato 5 – "Twiggy, Twiggy"
- The Cramps – "Ultra Twist!" (versione italiana)

## La TV violenta
Quando gli Stevensons hanno una nuova parabola satellitare installata, il tentativo dei due è di guardare diversi programmi violenti.

### Video musicale
- R.E.M. – "Shiny Happy People"
- Dinosaur Jr. – "I Don't Think So" (versione italiana)

## La lattina
I due prendono una lattina di birra iniziando ad agitarla costantemente.

### Video musicale
- Shaggy – "Boombastic"
- 2 Unlimited – "Get Ready For This" (versione italiana)

## Il gruppo rock
Il tentativo dei due è di formare una propria rock band.

### Video musicale
- Soundgarden – "Black Hole Sun"
- Nessun video nella versione italiana

## Impotenza
Dopo aver assistito a uno spot tv per la cura dell'impotenza, Beavis chiede a Butt-head di cosa si tratti: quest'ultimo gli dice che l'impotenza è quando un uomo non ha mai avuto rapporti sessuali, così i due credono di essere impotenti. Si rivolgono quindi alla clinica sponsorizzata nello spot tv, credendo che in quella clinica ci siano delle ragazze con le quali poter avere rapporti sessuali.

### Video musicale
- G. Love & Special Sauce – "Cold Beverage" (versione italiana)

## Un miracolo chiamato Beavis
Dopo aver visto uno spot alla tv, Beavis cerca di migliorare se stesso.

## Il carrello della spesa
Il duo si diverte con un carrello della spesa, e cerca modi alternativi di fare soldi.

### Video musicale
- Stone Temple Pilots – "Vasoline"
- Live – "I Alone" (versione italiana)

## L'invenzione
Il duo cerca di vendere un filo appendiabiti piegato come una nuova invenzione.

### Video musicale
- Tori Amos – "God"
- Nessun video nella versione italiana

## Muori mosca, muori!
I due tentano di sbarazzarsi di una mosca, con massicci danni collaterali.

### Video musicale
- Beastie Boys – "Pass the Mic" o Milla – "Gentleman Who Fell"
- 7 Year Bitch – "Hip Like Junk" (versione italiana)

## Seguendo Todd
Beavis e Butt-head decidono di seguire Todd a una festa, il quale, inebriato dall'alcool, dirà di essere loro amico.

### Video musicale
- Weezer – "Buddy Holly"
- Paula Abdul – "Crazy Cool" (versione italiana)

## Work is Death
I due cercano di farsi male per ottenere il risarcimento dei lavoratori del Burger World.

### Video musicale
- Foo Fighters – "I'll Stick Around"

## Breakdown
Il preside McVicker, dopo l'ennesima bravata di Beavis e Butt-head, viene ricoverato in un ospedale psichiatrico.

### Video musicale
- Dr. Dre – "Keep Their Heads Ringin"

## Il giorno del diploma
Van Driessen cerca di aiutare la sua classe per ottenere autostima con una finta laurea, ma Beavis e Butt-head pensano che sia vera.

### Video musicale
- Janet Jackson – "You Want This" (versione italiana e americana)

## Il futuro di Beavis & Butthead
I due visitano un consulente di carriera e prendono in considerazione dei percorsi di carriera differenti, compreso il proprietario di un negozio di video porno, (Beavis si immagina distruggendo la scuola con il preside McVicker che cerca di fermarlo), e Butt-head venditore commerciale.

### Video musicali
- Hum – "Stars" e Sir Mix-a-Lot – "Ride" (versione italiana e americana)

## Terapia del linguaggio
Beavis e Butt-head partecipano a una lezione di terapia del linguaggio, dove saltano fuori alcuni dei loro "difetti di pronunzia".

## Lascia fare a Beavis
Una parodia del telefilm "Lascia fare a Beaver", con Beavis nel ruolo di protagonista. Partecipano anche Butt-head, la signora Stevenson, Todd e altri personaggi.

### Video musicale
- Korn – "Blind" (versione italiana e americana)

## Flambé
Beavis è ricoverato in un ospedale con il sedere gravemente ustionato. Nel frattempo, Butt-head si propone come medico.

### Video musicale
- Vanilla Ice – "I Love You" (versione italiana e americana)

## Il perdente ritrovato
Il professor Buzzcut obbliga Beavis e Butt-head a scrivere un tema sui padri fondatori d'America.

## Beavis and Butt-Head Do Thanksgiving
- Titolo originale: Beavis and Butt-Head Do Thanksgiving
- Diretto da: Mike Judge
- Scritto da: Kristofor Brown, David Felton, David Giffels, Mike Judge, Joe Stillman e Guy Maxtone-Graham

### Trama
Episodio speciale. I ragazzi festeggiano il giorno del ringraziamento in live action con delle guest star. Conduce Kurt Loder.

### Video musicali
- Adam Sandler – "The Thanksgiving Song"
- Marilyn Manson – "Long Hard Road Out of Hell"
- Fiona Apple – "Criminal"

I video di Marilyn Manson e Fiona Apple sono gli unici a non essere stati riusati dalle stagioni precedenti

## Beavis & Butthead sono morti
- Titolo originale: Beavis and Butt-head Are Dead
- Scritto da: Andy Rheingold e Scott Sonneborn

### Trama
Quando la segretaria del liceo Highland chiama a casa di Beavis e Butt-head per capire perché i ragazzi non vanno a scuola, Beavis afferma falsamente che lui e Butt-head sono morti. McVicker è piacevolmente sorpreso e afferma la sua tipica agitazione nervosa. Van Driessen piange per la perdita e cerca di ottenere dalla classe un ricordo con qualcosa di buono per il duo odioso, anche se la maggior parte delle persone riecheggia i sentimenti della classe, Daria dice "non è che avevano un futuro luminoso davanti a loro". La facoltà della scuola relativamente d'accordo (tranne Van Driessen) che, anche se non sono mai piaciuti Beavis and Butt-head, dovrebbero sfruttare la loro morte apparente per rendere i loro guai utili. Beavis e Butt-head vedono la notizia che qualcuno è morto a scuola, e decidono di presentarsi comunque. Proprio come McVicker che è sulla macchina fotografica, in possesso di un barattolo pieno di cambiamento della carità memoriale dicendo che avrebbe (ipoteticamente) scambiato per avere Beavis e Butt-head indietro, lo salutano al suo shock e finiscono in possesso del vaso. Beavis e Butt-head a piedi verso il tramonto, ritengono che sono ricchi e non hanno bisogno di frequentare più la scuola. Questo episodio è stato il finale della serie originale, fino alla rinascita del 2011.